# Dexter (Geórgia)
Dexter é uma cidade  localizada no estado americano de Geórgia, no Condado de Laurens.

## Demografia
Segundo o censo americano de 2000, a sua população era de 509 habitantes.
Em 2006, foi estimada uma população de 538, um aumento de 29 (5.7%).

## Geografia
De acordo com o United States Census Bureau tem uma área de
2,0 km², dos quais 2,0 km² cobertos por terra e 0,0 km² cobertos por água. Dexter localiza-se a aproximadamente 75 m acima do nível do mar.

## Localidades na vizinhança
O diagrama seguinte representa as localidades num raio de 20 km ao redor de Dexter.